# Anselmo Ramon
Anselmo Ramon (23 de junio de 1988, Camaçari) es un futbolista brasileño que se desempeña como delantero en el Goiás, del Campeonato Brasileño de Serie B.
Jugó para clubes como el Cruzeiro, Kashiwa Reysol, Rio Branco, Avaí y CFR Cluj.

## Trayectoria

### Clubes
| Club               | País    | Año         |
| ------------------ | ------- | ----------- |
| Cruzeiro           | Brasil  | 2008 - 2014 |
| Itaúna             | Brasil  | 2008        |
| Cabofriense        | Brasil  | 2009        |
| Kashiwa Reysol     | Japón   | 2009        |
| Rio Branco         | Brasil  | 2010        |
| Avaí               | Brasil  | 2010        |
| CFR Cluj           | Rumania | 2010        |
| Oeste              | Brasil  | 2011        |
| Zhejiang Greentown | China   | 2014        |
| Zhejiang Greentown | China   | 2015 - 2017 |
| Guarani            | Brasil  | 2018 - 2019 |
| Vitória            | Brasil  | 2019        |
| Chapecoense        | Brasil  | 2020 - 2021 |
| CRB                | Brasil  | 2022 - 2025 |
| Goiás              | Brasil  | 2025 -      |